# Amt Leezen
Das Amt Leezen ist ein Amt im Kreis Segeberg in Schleswig-Holstein.

## Amtsangehörige Gemeinden
1. Bark
2. Bebensee
3. Fredesdorf
4. Groß Niendorf
5. Högersdorf
6. Kükels
7. Leezen
8. Mözen
9. Neversdorf
10. Schwissel
11. Todesfelde
12. Wittenborn

Das gemeindefreie Gebiet Buchholz (Forstgutsbezirk) gehört ebenfalls zum Amt.

## Geschichte
Das heutige Amt Leezen wurde am 1. Januar 1968 als freiwilliger Zusammenschluss der damaligen Ämter Leezen und Wittenborn (ohne Hartenholm) gebildet.

## Wappen
Blasonierung: „In Gold eine zwölfblättrige bewurzelte grüne Eiche. Im blauen Schildfuß eine silberne Brasse.“